# Jean-Paul Bordes
Pour les articles homonymes, voir Bordes.
Œuvres principales
 I do! I do!
Michel Ange et les Fesses de Dieu
Jean-Paul Bordes est un acteur, chanteur et metteur en scène français.

## Biographie
Jean-Paul Bordes commence sa carrière de comédien sous la direction de Pierre Lamy, Éric Civanyan, Jean Négroni en jouant Beaumarchais, Jean Racine, William Shakespeare et sa carrière de chanteur dans les opérettes de Jacques Offenbach.
De 1988 à 1992, il intègre la compagnie de Marcel Maréchal à Marseille puis en 1998 devient pensionnaire de la Comédie-Française.
En 2001, il  produit la comédie musicale américaine I Do! I Do! (en) qui lui vaut 2 nominations du Molière du spectacle musical en 2002 et 2003,.
Après avoir été nommé en 1997 pour le Molière du comédien dans un second rôle dans la La Puce à l’oreille, il est nommé en 2017 une seconde fois pour sa prestation dans Vient de paraître d’Édouard Bourdet.
En 2018, il met en scène la pièce de Jean-Philippe Noël, Michel Ange et les Fesses de Dieu qui reçoit 3 nominations aux Molières.

## Théâtre

### Comédien

#### Comédie Française
- 1998 : Mère Courage et ses enfants de Bertolt Brecht et Eugène Guillevic, mise en scène Jorge Lavelli, Salle Richelieu
- 1999 : Le Chant de la baleine d'Yves Lebeau, mise en scène Jacques Rosner, Théâtre du Vieux-Colombier
- 2000 : Va donc chez Törpe de François Billetdoux, mise en scène Georges Werler, Théâtre du Vieux-Colombier

#### Hors Comédie Française
- 1984 : Les Mystères du confessionnal de Pierre Lamy, mise en scène Pierre Lamy, Théâtre des Mathurins
- 1984 : Les Liaisons dangereuses de Pierre Choderlos de Laclos, mise en scène Éric Civanyan, Théâtre Sylvia Montfort
- 1984 :  Le Barbier de Séville de Beaumarchais, mise en scène Jean Térensier, Théâtre de la Porte-Saint-Martin
- 1985 : Britannicus de Jean Racine, mise en scène Jean Leuvrais, Carré Sylvia Montfort
- 1986 :  Roméo et Juliette de William Shakespeare, mise en scène Jean Négroni, Montpellier, Albi
- 1986 : La Reine morte de Henry de Montherlant, mise en scène O. Malet, Festival Luxembourg
- 1987 : Crimes du cœur de Beth Henley, mise en scène François Bourgeat, La Pépinière-Théâtre
- 1988 : Dom Juan de Molière, mise en scène Marcel Maréchal, La Criée
- 1988 : L'École des femmes de Molière, mise en scène Marcel Maréchal, La Criée
- 1989 : Le Mariage de Figaro de Beaumarchais, mise en scène Marcel Maréchal, La Criée
- 1990 : Maître Puntila et son valet Mattide Bertolt Brecht , mise en scène Marcel Maréchal, La Criée
- 1991 : Aventures d'un jeune médecin d'après Mikhaïl Boulgakov, mise en scène Jean-Paul Bordes et Annie Le Youdec, La Criée
- 1991 : La Paix d’'Aristophane, mise en scène Marcel Maréchal, La Criée
- 1991 : Le Tartuffe de Molière, mise en scène Marcel Maréchal, La Criée
- 1992 : Les Paravents de Jean Genet , mise en scène Marcel Maréchal, La Criée, Maison des arts et de la culture de Créteil
- 1993 : Les Palmes de monsieur Schutz de Jean-Noël Fenwick, mise en scène Gérard Caillaud, Théâtre de la Michodière
- 1993 : Le Pélican d’August Strindberg mise en scène Alain Milianti, Théâtre de l'Odéon
- 1994 : Les Journalistes d’Arthur Schnitzler, mise en scène Jorge Lavelli, Théâtre national de la Colline
- 1994 :  Britannicus de Jean Racine, mise en scène de Jean-Pierre André, Saint-Germain-en-Laye
- 1995 : Athlètes de Philippe Faure, mise en scène Jean-Paul Lucet, Théâtre des Célestins
- 1995 : Le Père humilié et L'Otage de Paul Claudel, mise en scène Marcel Maréchal, Théâtre du Rond-Point
- 1996-1998 : La Puce à l’oreille de  Georges Feydeau, mise en scène Bernard Murat, Théâtre des Variétés
- 2000 : Le Dindon de Georges Feydeau, mise en scène Anne Delbée, Théâtre 14 Jean-Marie Serreau
- 2001-2003 : I do I do de Tom Jones et Harvey Schmidt, mise en scène Jean-Luc Tardieu, Théâtre 14, Palais des congrès de Paris
- 2002 : La Jalousie de Sacha Guitry, mise en scène Bernard Murat, théâtre Édouard VII
- 2004 : Le Retour au désert de Bernard-Marie Koltès, mise en scène Jean de Pange, tournée
- 2004 : Le Sénateur Fox de Luigi Lunari, mise en scène Jean-Luc Tardieu, Théâtre de la Porte-Saint-Martin
- 2005 : Richard III de William Shakespeare, mise en scène Didier Long
- 2005 : Love! Valour! Compassion! de Terrence McNally, mise en scène Jean-Pierre Dravel, Théâtre de la Porte-Saint-Martin
- 2007 : Démocratie de Michael Frayn, adaptation Dominique Hollier, mise en scène Jean-Luc Tardieu, Centre national de création d'Orléans
- 2009 : La Nuit des rois de William Shakespeare, mise en scène Nicolas Briançon, Théâtre Comédia, tournée
- 2010-2011 : Colombe de Jean Anouilh, mise en scène Michel Fagadau, Comédie des Champs-Élysées, tournée
- 2011 : Le Nombril de Jean Anouilh, mise en scène Michel Fagadau, Comédie des Champs-Élysées
- 2011-2013 : Dialogue aux Enfers entre Machiavel et Montesquieu, de Maurice Joly, mise en scène d’Hervé Dubourjal, Festival Off d'Avignon, tournée
- 2012-2013 : Le Songe d'une nuit d'été de William Shakespeare, mise en scène Nicolas Briançon, Théâtre de la Porte-Saint-Martin, tournée
- 2013-2014 : Zelda & Scott de et mise en scène Renaud Meyer, Théâtre La Bruyère, tournée
- 2013 : La Folle de Chaillot de Jean Giraudoux, mise en scène de Didier Long, Comédie des Champs-Élysées
- 2015-2017 : Voyages avec ma tante de Graham Greene, mise en scène Nicolas Briançon, La Pépinière-Théâtre, tournée
- 2016 : Vient de paraître d’Édouard Bourdet, mise en scène Jean-Paul Tribout, Théâtre 14
- 2017-2018 : Amphitryonde Molière, mise en scène Stéphanie Tesson, Théâtre de Poche-Montparnasse
- 2017-2018 : Michel Ange et les Fesses de Dieu de Jean-Philippe Noël, mise en scène Jean-Paul Bordes, Théâtre 14
- 2020 : Choses vues d'après Victor Hugo, adaptation Christophe Barbier mise en scène Stéphanie Tesson, Théâtre de Poche Montparnasse, tournée
- 2022 : Comme il vous plaira de William Shakespeare, mise en scène Léna Bréban, La Pépinière-Théâtre
- 2025 : Les Mémoires d'Hadrien de Marguerite Yourcenar, adaptation et mise en scène de Renaud Meyer, théâtre de Poche-Montparnasse

### Mise en scène
- 1997 : Les Chinois de Murray Schigal : Théâtre 14/Jean-Marie Serreau
- 1991 : Aventures d'un jeune médecin d'après Mikhaïl Boulgakov, co-mise en scène avec Annie Le Youdec, La Criée
- 2017 : Michel Ange et les Fesses de Dieu de Jean-Philippe Noël

### Production
- 2018 : Michel-Ange et les fesses de Dieu de Jean-philippe Noel
- 2001-2003 :  I do I do de Tom Jones et Harvey Schmidt, mise en scène Jean-Luc Tardieu, Théâtre 14, Palais des congrès de Paris

### Opéra
- 1984 : Mam'zelle Nitouche de Hervé, mise en scène T. Jeanne, Théâtre des Bouffes-Parisiens
- 1985 : Orphée aux Enfers de Jacques Offenbach, mise en scène R. Dupuy, Théâtre Fontaine
- 1986 : Fantasio de Jacques Offenbach, mise en scène Maurice Jacquemont, Carpentras
- 1986 : Il signor Fagatto de Jacques Offenbach, mise en scène Maurice Jacquemont, tournée
- 1987 : La Belle Hélène  de Jacques Offenbach, mise en scène Jacques Martin, Théâtre de Paris
- 1987 : Daphnis et Chloé de Jacques Offenbach, mise en scène Maurice Jacquemont, Carpentras
- 1989 : Des Droits de l'homme de Marius Constant, Marseille
- 1990 : La Vie parisienne de Jacques Offenbach, mise en scène O. Bénézech, Opéra Comique
- 1995 : Dédé  d'Henri Christiné, mise en scène V. Fersing, Bordeaux

## Filmographie

### Cinéma
- 1983 : La Bête noire de Patrick Chaput : le jeune flic
- 1999 : Les Passagers de Jean-Claude Guiguet : le prêtre
- 2014 : Les Révoltés de Simon Leclere
- 2021 : Illusions perdues de Xavier Giannoli : le directeur du Réveil
- 2022 : Notre-Dame brûle de Jean-Jacques Annaud : le général Gallet
- 2022 : Les Promesses de Thomas Kruithof : Michel Kupka
- 2025 : Le Secret de Khéops de Barbara Schulz : André Pichard

### Télévision
- 1989 : La Grande cabriole, série de Nina Companeez
- 1990 : Constance et Vicky de Jean-Pierre Prévost :
- 1990 : Princesse Alexandra de Denis Amar :
- 2000 : Petite Sœur de Patrick Poubel : Pierre Costa
- 2001 : Le Prix de la vérité de Joël Santoni : Stéphane Montillez
- 2007 : Diane, femme flic, épisode Venin de Dominique Tabuteau : Chanet
- 2009 : RIS police scientifique, épisode Alibis de Jean-Marc Seban : Alex Salieri
- 2009 : Reporters, saison 2 : Boussereau
- 2010 : Engrenages, saison 3, épisode 1 de Manuel Boursinhac : Pascal Richet
- 2011 : Une famille formidable, saison 9, épisode Tous en scène de Joël Santoni : Jean-Paul, le chorégraphe
- 2011 : Boulevard du Palais, épisode Fou à délier de Jean-Marc Vervoort :  Patrice Jensen
- 2013 : Ce monde est fou de Badreddine Mokrani, téléfilm : Maître Cléry
- 2014 : Marge d'erreur de Joël Santoni, téléfilm : Jean-Claude Duty
- 2016 : Le Sang de la vigne, épisode Retour à Nantes de Klaus Biedermann : Alexis Guillemin
- 2020 : Les Petits Meurtres d'Agatha Christie, épisode La Nuit qui ne finit pas de Nicolas Picard-Dreyfuss : Georges Daday
- 2023 : Bardot de Christopher Thompson et Danièle Thompson : Joseph Charrier

## Livre audio
- L'Abyssin de Jean-Christophe Rufin, Gallimard, 2015
- Nos richesses de Kaouther Adimi, Audiolib, 2018[4]
- Les Dieux s'amusent de Denis Lindon , Gallimard, 2019
- La Lettre écarlate de Nathaniel Hawthorne, Audiolib 2020

## Distinctions

### Nominations
- Molières 1997 : Molière du comédien dans un second rôle pour La Puce à l’oreille
- Molières 2002 : Molière du spectacle musical pour I do I do
- Molières 2003 : Molière du spectacle musical pour I do I do
- Molières 2017 : Molière du comédien dans un second rôle pour Vient de paraître
- Molières 2018 : 3 nominations pour Michel-Ange et les fesses de Dieu
- Molières 2022 : Molière du comédien dans un second rôle pour Comme il vous plaira